# Colocongridae
Colocongridae – nieliczna w gatunki, monotypowa rodzina morskich ryb promieniopłetwych z rzędu węgorzokształtnych (Anguilliformes).

## Rozmieszczenie geograficzne
Ocean Atlantycki, Ocean Indyjski oraz zachodnia część Oceanu Spokojnego.

## Cechy charakterystyczne
Długość ciała do 90 cm. Ciało przysadziste, najmniej wydłużone spośród ryb węgorzokształtnych. Pysk tępo zakończony. Linia boczna kompletna. Odbyt położony za połową długości ciała. Płetwy piersiowe dobrze rozwinięte. Liczba kręgów: 142–163.

## Systematyka
Rodzaj zdefiniował w 1889 roku brytyjski przyrodnik Alfred William Alcock w artykule poświęconym rybom głębinowym z Zatoki Bengalskiej i sąsiednich wód, odłowionych w latach 1885–1889 podczas rejsu statku badawczego „Investigator”, opublikowanym w czasopiśmie The Annals and magazine of natural history. Gatunkiem typowym jest (oznaczenie monotypowe) C. raniceps.

### Etymologia
- Coloconger: gr. κολος kolos ‘skrócony’; łac. conger ‘gatunek węgorza morskiego’[8].
- Ascomana: anagram od „Anglo American Corporation of South Africa”[9]. Gatunek typowy (oryginalne oznaczenie (również monotypowe)): Ascomana eximia Castle, 1967.

### Podział systematyczny
Do rodziny Colocongridae zalicza się jeden rodzaju Coloconger z następującymi gatunkami:
- Coloconger cadenati Kanazawa, 1961
- Coloconger canina (Castle & Raju, 1975)
- Coloconger eximia (Castle, 1967)
- Coloconger japonicus Machida, 1984
- Coloconger maculatus Ho & Tang, 2021
- Coloconger meadi Kanazawa, 1957
- Coloconger raniceps Alcock, 1889
- Coloconger saldanhai Quéro, 2001
- Coloconger scholesi Chan, 1967